# Demi World Tour
Demi World Tour es la cuarta gira como artista principal de Demi Lovato. Es la segunda gira en promoción de su cuarto álbum de estudio Demi, después de The Neon Lights Tour el cual es la continuación de este obteniendo las ganancias gradualmente combinadas. La gira tuvo una primera etapa en Estados Unidos y Canadá durante septiembre y octubre de 2014, donde Christina Perri y MKTO fueron sus teloneros. De igual manera, durante el mes de noviembre, Lovato se presentó en Europa como parte de los teloneros del Sex and Love Tour del cantante español Enrique Iglesias y tuvo una presentación en solitario en la ciudad de Estambul. Para la primera mitad 2015, la artista ya anunció fechas en Australia, Nueva Zelanda y en Asia.
El tour es producido y promocionado por Live Nation y patrocinado por Tampax y su colección Always Radiant.

## Antecedentes y desarrollo
El 28 de mayo de 2014, un video fue publicado en la cuenta de YouTube de Demi Lovato con el texto: "Mañana 10 a.m. PST", en un color fucsia degradado a blanco, seguido por un enlace a su sitio web, mientras que una multitud gritando se podía escuchar en el fondo. Al día siguiente, el Demi World Tour fue anunciado junto con las fechas de América del Norte en el sitio web de Lovato, así como un video en su canal de YouTube. Christina Perri y el dúo de música americana MKTO servirán como teloneros de la parte norteamericana de la gira. Las entradas para la gira estuvieron disponibles el 6 de junio de 2014, con la gira comenzando el 6 de septiembre de 2014. El 19 de junio, Lovato anunció su-primera fecha en el Staples Center de Los Ángeles, California. En comparación a "The Neon Lights Tour", Lovato afirmó: "The Neon Lights Tour fue increíble y me divertí mucho, pero todo el tiempo estoy pensando en cómo mejorar mi juego y llevar mis espectáculos a otro nivel. Y eso es lo que estamos haciendo en esta gira: estamos cambiando algunas canciones, añadiendo algunas nuevas y algunos covers. Solo quiero que sea divertido y que sea todo lo que no logré hacer en mi anterior gira"

## Promoción
El 28 de abril de 2014, Lovato anunció una alianza con Shazam, en la planificación de fechas de la gira europea. La promoción pidió a los fanes a marcar la canción "Neon Lights" Cuando ellos lo oyeron en Shazam, y esta información se utilizaría generar un itinerario para sus conciertos europeos. Se permite a los aficionados a jugar un papel importante en donde se jugarían sus espectáculos. En cuanto a la asociación, la cabeza de la música de Shazam declaró: "Esta es una manera fantástica para Shazam para ayudar a los fans de Demi Lovato en toda Europa fundido fácilmente su voto para tener su juego en una ciudad cerca de ellos". Lovato también hará apariciones en Late Night with Seth Meyers el 4 de junio de 2014 y el Good Morning America como parte de su serie de conciertos de verano, el 6 de junio de 2014.

## Teloneros
| Setlist: MKTO                                                                               |
| ------------------------------------------------------------------------------------------- |
| 1. «Could Be Me» 2. «Forever Until Tomorrow 3. «American Dream» 4. «Classic» 5. «Thank You» |

| Setlist: Christina Perri |
| --- |
| 1. «Jar of Hearts» 2. «Arms» 3. «Shot Me in the Heart» 4. «Be My Forever» 5. «A Thousand Years» 6. «Human» 7. «Burning Gold» 8. «I Believe» |

| Setlist: Becky G                                               |
| -------------------------------------------------------------- |
| 1. «Say It» 2. «Shower» 3. «Money Maker» 4. «Can't Get Enough» |

| Setlist: Bea Miller                                                               |
| --------------------------------------------------------------------------------- |
| 1. «Young Blood» 2. «Fire N Gold» 3. «Ain't It Fun (Cover Paramore)» 4. «Dracula» |

| Setlist: Kiesza                                       |
| ----------------------------------------------------- |
| 1. «Giant In My Heart» 2. «No Enemiesz» 3. «Hideaway» |

| Setlist: Restless Road |
| --- |
| 1. «She Looks So Perfect (cover 5sos)» 2. «Hit Me Up» 3. «A Matter Of Time» 4. «Cruise» 5. «Our Song» 6. «Ain't Startin' Tonight» |

| Setlist: Andee                            |
| ----------------------------------------- |
| 1. «Calling» 2. «Never Gone» 3. «Sorries» |

## Repertorio
1. «Really Don't Care»
2. «The Middle»
3. «Fire Starter»
4. «Remember December»
5. «Heart Attack»
6. «My Love Is Like a Star»
7. «Don't Forget / Catch Me»
8. «Shazam song (Get Back / La La Land / «Here We Go Again») (Acoustic)»
9. «Let it Go»
10. «Warrior»
11. «Two Pieces»
12. «Thriller (Michael Jackson cover)»
13. «Got Dynamite»
14. «Nightingale»
15. «Skyscraper»
16. «Give Your Heart a Break»
Encore
17. «Neon Lights»

- Nota: El 27 de septiembre en el Staples Center, canto This is me con Joe Jonas, al igual que el 27 de octubre pero con la canción Wouldn´t Change a Thing
- Nota: La versión de Michael Jackson fue interpretado solo en Norteamérica

## Fechas
| Día                      | Ciudad             | País           | Lugar                                                | Acto de Apertura                | Tickets                | Ingreso     |
| América                  | América            | América        | América                                              | América                         | América                | América     |
| ------------------------ | ------------------ | -------------- | ---------------------------------------------------- | ------------------------------- | ---------------------- | ----------- |
| 6 de septiembre de 2014  | Baltimore          | Estados Unidos | Baltimore Arena                                      | Christina Perri MKTO            | 13.000 / 13.000 (100%) | $525.964    |
| 7 de septiembre de 2014  | Albany             | Estados Unidos | Times Union Center                                   | Christina Perri MKTO            | 11,240 / 11,449 (95%)  | $762,441    |
| 9 de septiembre de 2014  | Pittsburgh         | Estados Unidos | Petersen Events Center                               | Christina Perri MKTO            | 12.758 / 12.758 (100%) | $434.869    |
| 12 de septiembre de 2014 | Raleigh            | Estados Unidos | PNC Arena                                            | MKTO                            | 13,073 / 13,655 (94%)  | $840,060    |
| 14 de septiembre de 2014 | Miami              | Estados Unidos | American Airlines Arena                              | MKTO Becky G Christina Perri    | 15.957 / 15.957 (100%) | $877.942    |
| 15 de septiembre de 2014 | Orlando            | Estados Unidos | Amway Center                                         | MKTO Becky G Christina Perri    | 14,578 / 14,993 (94%)  | $811,707    |
| 17 de septiembre de 2014 | Nueva Orleans      | Estados Unidos | Lakefront Arena                                      | MKTO Becky G                    | 13.863 / 13.863 (100%) | $815.862    |
| 19 de septiembre de 2014 | San Antonio        | Estados Unidos | AT&T Center                                          | MKTO Becky G                    | 14.875 / 14.875 (100%) | $788.943    |
| 21 de septiembre de 2014 | Tulsa              | Estados Unidos | BOK Center                                           | MKTO Becky G                    | 13,114 / 13,527 (94%)  | $ 855,178   |
| 23 de septiembre de 2014 | Kansas City        | Estados Unidos | Sprint Center                                        | MKTO Becky G Christina Perri    | 16.846 / 16.846 (100%) | $1,175.963  |
| 25 de septiembre de 2014 | Denver             | Estados Unidos | Pepsi Center                                         | MKTO Becky G Christina Perri    | 14.883 / 14.883 (100%) | $869.727    |
| 27 de septiembre de 2014 | Los Ángeles        | Estados Unidos | Staples Center                                       | MKTO Becky G Christina Perri    | 18,777 / 18,777 (100%) | $1,350,996  |
| 28 de septiembre de 2014 | San Diego          | Estados Unidos | Viejas Arena                                         | MKTO Becky G Christina Perri    | 9.756 / 9.756 (100%)   | $548.932    |
| 2 de octubre de 2014     | Seattle            | Estados Unidos | Comcast Arena                                        | MKTO Becky G Christina Perri    | 9.849 / 9.849 (100%)   | $562.977    |
| 4 de octubre de 2014     | Edmonton           | Canadá         | Rexall Place                                         | Christina Perri MKTO Andee      | 13.493 / 13.493 (100%) | $784.577    |
| 5 de octubre de 2014     | Calgary            | Canadá         | Scotiabank Saddledome                                | Christina Perri MKTO Andee      | 15.758/15.855 (99%)    | $972.859    |
| 7 de octubre de 2014     | Saskatoon          | Canadá         | Credit Union Centre                                  | Christina Perri MKTO Andee      | 10.438 / 10.438 (100%) | $535.855    |
| 10 de octubre de 2014    | Sioux Falls        | Estados Unidos | Denny Sanford Premier Center                         | Christina Perri Restless Road   | 10,926 / 11,102 (97%)  | $641,365    |
| 11 de octubre de 2014    | Moline             | Estados Unidos | iWireless Center                                     | Christina Perri Restless Road   | 11,479 / 11,479(100%)  | $683,268    |
| 14 de octubre de 2014    | Chicago            | Estados Unidos | United Center                                        | Christina Perri MKTO Bea Miller | 19,750 / 19,750 (100%) | $1,554,903  |
| 15 de octubre de 2014    | Louisville         | Estados Unidos | KFC Yum! Center                                      | Christina Perri MKTO Bea Miller | 13.548 / 13.548 (100%) | $918.749    |
| 17 de octubre de 2014    | Uncasville         | Estados Unidos | Mohegan Sun Arena                                    | Christina Perri MKTO Bea Miller | 9,048 / 9,048 (100%)   | $527,641    |
| 19 de octubre de 2014    | Montreal           | Canadá         | Bell Centre                                          | Christina Perri MKTO Andee      | 14,381 / 14,882 (94%)  | $844,395    |
| 20 de octubre de 2014    | Hamilton           | Canadá         | FirstOntario Centre                                  | Christina Perri MKTO Andee      | 15,177/ 15,372 (98%)   | $995,600    |
| 22 de octubre de 2014    | Mánchester         | Estados Unidos | Verizon Wireless Arena                               | Christina Perri MKTO Bea Miller | 9,807/10,000 (96%)     | $632,535    |
| 24 de octubre de 2014    | Hershey            | Estados Unidos | Giant Center                                         | Christina Perri MKTO Bea Miller | 11.593 / 11.593 (100%) | $625.864    |
| 25 de octubre de 2014    | Newark             | Estados Unidos | Prudential Center                                    | Christina Perri MKTO Kiesza     | 13,071/13,071 (100%)   | $799,958    |
| 27 de octubre de 2014    | Brooklyn           | Estados Unidos | Barclays Center                                      | Christina Perri MKTO Kiesza     | 14,909/15,311(97%)     | $899,013    |
| Europa                   |                    |                |                                                      |                                 |                        |             |
| 16 de noviembre de 2014  | Estambul           | Turquía        | Ülker Sports Arena                                   | No tuvo                         | 16.736/16.736 (100%)   | $1,137.854  |
| Oceanía                  |                    |                |                                                      |                                 |                        |             |
| 17 de abril de 2015      | Brisbane           | Australia      | Brisbane Convention Centre                           | Masketta Fall                   | 13,532 / 13,532 (100%) | $853,638    |
| 18 de abril de 2015      | Sídney             | Australia      | Qudos Bank Arena                                     | Masketta Fall                   | 14,120 / 14,120 (100%) | $932,793    |
| 21 de abril de 2015      | Perth              | Australia      | Crown Theatre Perth                                  | Masketta Fall                   | 2,348 / 2,348 (100%)   | $,236,053   |
| 24 de abril de 2015      | Melbourne          | Australia      | Margaret Court Arena                                 | Masketta Fall                   | 9,221 / 9,221 (100%)   | $667,312    |
| 26 de abril de 2015      | Auckland           | Nueva Zelanda  | Vector Arena                                         | Jamie McDell                    | 10,536 / 10,536 (100%) | $584,493    |
| Asia                     |                    |                |                                                      |                                 |                        |             |
| 28 de abril de 2015      | Ciudad de Singapur | Singapur       | Suntec Singapore Convention & Exhibition Centre Hall |                                 | 7.583 / 7.583 (100%)   | $ 352.975   |
| 30 de abril de 2015      | Manila             | Filipinas      | Mall of Asia Arena                                   |                                 | 17.877 / 17.877 (100%) | $1,374.944  |
| 2 de mayo de 2015        | Zhenjiang          | China          | Chang Jiang                                          | Festival                        | Festival               | Festival    |
| 4 de mayo de 2015        | Kuala Lumpur       | Malasia        | KL Live at Life Centre                               | —                               | 7,493 / 7,493 (100%)   | $ 474,946   |
| 5 de mayo de 2015        | Nom Pen            | Camboya        | Koh Pich                                             | Laura Mam                       | 30.000 / 30.000 (100%) | 1.553.977   |
| 9 de mayo de 2015        | Ho Chi Minh        | Vietnam        | SVĐ Phú Thọ                                          | Festival                        | Festival               | Festival    |
| 24 de mayo de 2015       | Yakarta            | Indonesia      | Indonesia Convention Exhibition                      | Festival                        | Festival               | Festival    |
| América                  |                    |                |                                                      |                                 |                        |             |
| 6 de junio de 2015       | Nueva York         | Estados Unidos | Citi Field                                           | Festival                        | Festival               | Festival    |
| 11 de julio de 2015      | Cincinnati         | Estados Unidos | Estadio Paul Brown                                   | Festival                        | Festival               | Festival    |
| Europa                   |                    |                |                                                      |                                 |                        |             |
| 5 de septiembre de 2015  | San Quintín        | Francia        | Place de la Liberté                                  | Festival                        | Festival               | Festival    |
| Total                    | Total              | Total          | Total                                                | Total                           | 279 746 / 282 636(98%) | $49,570,829 |

### Conciertos cancelados y/o reprogramados
| Fecha                 | Ciudad, País   | Lugar              | Motivo                             |
| --------------------- | -------------- | ------------------ | ---------------------------------- |
| 16 de octubre de 2015 | Madrid, España | Barclaycard Center | Lanzamiento de su álbum Confident. |